# Магазин (периодические издания)
Магази́ны (фр. magazines) — в Российской империи название периодических изданий:
- Английских, французских и немецких новых мод — первый модный журнал в России, выходил в Москве ежемесячно (апрель-декабрь 1791 года);
- Землеведения и путешествий — географический сборник, издававшийся в Москве в 1852—1860 годах Н. Фроловым; в нём печатались, среди прочего, переводные труды: «Воззрения на природу» А. Гумбольдта; «Идеи о сравнительном землеведении» К. Риттера;
- Музыкальных увеселений — сборник, выходивший в Москве в 1795 году; сохранилась только его 1-я часть из 14 пьес;
- Натуральной истории, физики и химии — журнал, выходивший в Москве под редакцией А. А. Прокоповича-Антонского в виде приложения к «Московским ведомостям», в 1788 и 1789 годы — 2 раза в неделю, а в 1790 году — еженедельно;
- Общеполезных знаний и изобретений с присовокуплением Модного журнала, раскрашенных рисунков и музыкальных нот — ежемесячный журнал, издававшийся в 1795 году И. Д. Герстенбергом в Москве;
- Свободно-каменьщической — издание московских мартинистов. Выходил в Москве в 1784 году; продавался только одним масонам. Вышли лишь 2 части 1-го тома; 3-я часть, оставшись недопечатанной, не была выпущена в свет и составляла большую библиографическую редкость.